# メアリー・ボール・ワシントン

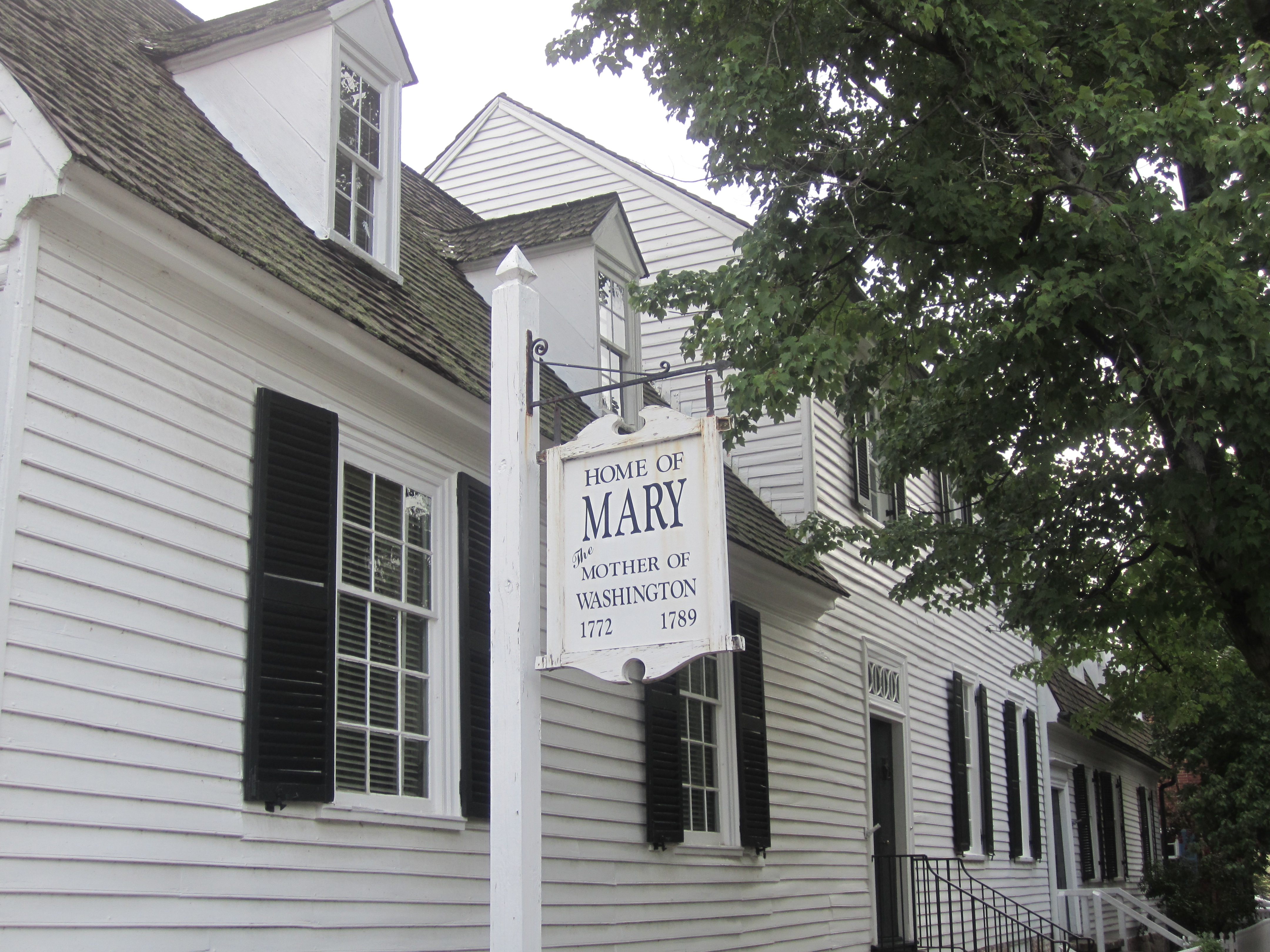
バージニア州フレデリックスバーグにあるメアリー邸

メアリー・ボール・ワシントン（Mary Ball Washington, 旧姓名メアリー・ボール（Mary Ball）, 1708年11月30日 〜)は、アメリカ合衆国初代大統領ジョージ・ワシントンの母。

## 経歴
1708年にランカスター郡ライブリーで、ジョゼフ・ボールとその2番目の妻メアリー・ジョンソンの一人娘として生まれた。3歳で父を失い、12歳で孤児となり、母の遺言に従い、ジョージ・エスクリッジ弁護士の後見の下に置かれた。
1731年3月6日にオーガスティン・ワシントンと結婚した。オーガスティンは再婚、メアリーは初婚であった。 
以下の子供がいた。
- ジョージ・ワシントン （1732年 - 1799年）
- ベティ・ワシントン・ルイス （1733年 - 1797年）
- サミュエル・ワシントン （1734年 - 1781年）
- ジョン・オーガスティン・ワシントン （1736年 - 1787年）
- チャールズ・ワシントン （1738年 - 1799年）
- ミルドレッド・ワシントン （1739年 - 1740年）

オーガスティンは1743年に死亡した。再婚せず、バージニアで過ごした。長男の成人まで、他人の助けを借りて不動産やプランテーションを管理していた。1789年には息子ジョージが初代アメリカ合衆国大統領となるのを見届けた。
息子の革命的な政治には公然と反対の立場をとり、バージニアに拠点を置くフランスの役人によると、戦争中はロイヤリストの同調者であったという。
バージニア州に請願しているにもかかわらず、決して極貧ではなかった。息子ジョージは母のため、フレデッリクスバーグに小さな家を購入した。ジョージに遺言の執行者とし、土地の大部分を残した。
頻繁にフレデリックスバーグ郊外にある娘ベティとその夫のケンモア大農場を訪問した。ベティの家の近くの"meditation rock"がお気に入りであった。これは読書と祈りのためのお気に入りの隠れ家だったと言われている。死後はそこに埋葬するようベティに頼み、死後、実行された。

## 記念
- 1772年から1789年に亡くなるまで住んでいたフレデリックスバーグには彼女の複数の記念碑が建立されている。
- フレデリックスバーグのメアリー・ワシントン邸は一般公開され、アンティーク家具や、ワシントン家の遺品などが展示されている。
- 1833年に彼女の記念塔がアンドリュー・ジャクソン大統領により、建立された。1894年には大統領グロバー・クリーブランドにより、彼女の墓の脇に新しい記念館が捧げられた。
- 第二次世界大戦のリバティ船SS Mary Ball、メアリー・ボール・ワシントン博物館と図書館、メアリー・ワシントン大学、メアリー・ワシントン病院 は彼女にちなんで名づけられた。